# Flik 52
La Fliegerkompanie 52 (abbreviata in Flik 52) era una delle squadriglie della Kaiserliche und Königliche Luftfahrtruppen.

## Storia

### Prima guerra mondiale
Fu allestita a Strasshof an der Nordbahn in Austria e, dopo l'addestramento, fu inviata sul fronte rumeno il 16 luglio 1917, dove aveva sede a Târgu Secuiesc (altre fonti nella vicina Imeni, Covasna di Catalina (Covasna)). Poco dopo, il 25 luglio 1917, l'intera aeronautica fu riorganizzata ricevendo compiti di ricognizione per la Divisione (Divisioni-Kompanie 52, Flik 52D). Nel febbraio del 1918 fu trasferita sul fronte italiano.
Il 17 aprile 1918 mentre Alessandro Resch è in volo con altri piloti della 70ª Squadriglia Caccia per una missione di pattugliamento, viene avvistata sul cielo di Quero una formazione austriaca composta da circa otto caccia della Flik 42J che scortano due ricognitori della Flik 52D.
Nel corso del combattimento in collaborazione con Flaminio Avet, Leopoldo Eleuteri e Aldo Bocchese, Resch riesce a mettere a segno una lunga raffica su uno dei due ricognitori, un Hansa-Brandenburg C.I serie 169.35 che perde un'ala e s'incendia, precipitando nei pressi di Bigolino.
Durante l'offensiva estiva della Battaglia del solstizio nella 6ª armata fu parzialmente dispiegata agli aeroporti di San Giacomo di Veglia e San Fior di Sopra. Nell'autunno del 1918 divenne un'unità riorganizzata Korps-Kompanie 52, Flik 52K.
Al 15 ottobre era a Tovena con 1 Hansa-Brandenburg C.I e 4 Ufag C.I.
Dopo la guerra fu sciolta insieme all'intera aeronautica austriaca.